# Surfen bei den Olympischen Spielen
Surfen stand erstmals 2021 bei den Olympischen Spielen in Tokio auf dem Programm. Das Internationale Olympische Komitee (IOC) beschloss am 3. August 2016, die Wassersportart ins olympische Programm aufzunehmen.

## Übersicht der Wettbewerbe
Bei Olympischen Spielen im Surfen gibt es je einen Wettbewerb für Männer und einen für Frauen.
| Wettbewerb             | 1896–2016 | 20 | 24 | 28 | 32 | Gesamt |
| ---------------------- | --------- | -- | -- | -- | -- | ------ |
| Shortboard – Männer    |           | •  | •  |    |    | 2      |
| Shortboard – Frauen    |           | •  | •  |    |    | 2      |
| Anzahl der Wettbewerbe |           | 2  | 2  |    |    | 4      |

## Ewiger Medaillenspiegel
Stand: 2024
| Rang | Land               | Goldmedaille | Silbermedaille | Bronzemedaille | Gesamt |
| ---- | ------------------ | ------------ | -------------- | -------------- | ------ |
| 1    | Vereinigte Staaten | 2            | —              | —              | 2      |
| 2    | Brasilien          | 1            | 1              | 1              | 3      |
| 3    | Frankreich         | 1            | —              | 1              | 2      |
| 4    | Australien         | —            | 1              | 1              | 2      |
|      | Japan              | —            | 1              | 1              | 2      |
| 6    | Südafrika          | —            | 1              | —              | 1      |